# Cowboy Bebop
Cowboy Bebop (japanski katakana: カウボーイビバップ, romaji: kaubōi bibappu) je slavna japanska anime ZF serija snimljena 1998. godine koju je režirao Shinichiro Watanabe. Radnja se odvija u dalekoj budućnosti, u kojoj četvero neobičnih lovca na glave - Spike, Jet, Faye i Ed - hvataju kriminalce diljem sunčeva sustava. U zadnjim epizodama mračna prošlost jednog od njih, Spikea, prouzroči prekretnicu za radnju. Serija ima 26 epizoda, dvije manga verzije a 2001. se pojavio i animirani film. Cartoon Network je emitirao seriju u sklopu svojeg programa animiranih serija za odrasle, Adult Swim .
U časopisu Animage, Cowboy Bebop je 1999. završio na visokom drugom mjestu na listi najboljih animea godine, s 1130 glasova (prvo je mjesto zauzeo Nadesico), dok je glavni junak Spike u istom izdanju proglašen najboljim muškim likom u animeu a junakinja Faye proglašena četvrtim najboljim ženskim likom. Iste godine, epizoda broj pet, Ballad of Fallen Angels, je s 355 glasa proglašena drugom najboljom epizodom u bilo kojoj anime seriji 1998. Iduće godine, serija je ponovno bila zastupljena kada je ponovila isti rezultat i opet završila na drugom mjestu na listi najboljih animea godine, s 292 glasa (prvo mjesto joj je ovog puta preuzeo serijal Card Captor Sakura s 535 glasa). Lik Spikea je ponovno osvojio prvo mjesto a lik Faye je spao na šesto mjesto na listi najboljih ženskih anime likova, dok je zadnja epizoda, broj 26, The Real Folk Blues, sa 192 glasa proglašena trećom najboljom epizodom 1999. u bilo kojoj anime seriji. IGN je Cowboyja Bebopa stavio na 14. mjesto na listi 100 najboljih animiranih serija.

## Radnja
U godini 2021. čovječanstvo je izumilo svemirske portale u obliku prstenova uz pomoć kojih se omogućava brže putovanje širom Sunčevog sustava. No pri jednoj eksploziji portala kraj Zemlje je uništen mjesec a Zemlja je polako postala nenastanjiva. S vremenom se čovječanstvo premjestilo na kolonije po drugim planetima i satelitima, kao što su Mars i Venera te Jupiterovim mjesecima.
U međuvremenu je godina 2071. Spike Spiegel i Jet Black, bivši policajac, su lovci na glave koji uz pomoć svemirskog broda "Cowboy Bebop" hvataju kriminalce i teroriste po sunčevom sustavu. Ubrzo im se pridružuje i buntovna dama Faye, te androgina djevojčica Edward koja zna sve o kompjuterima. No iako Spike glumi cinika i hladnokrvnog frajera, u srži tajno tuguje za svojom velikom ljubavi, ženom zvanoj Julia.
Ispostavlja se da je Spike prije bio član kriminalnog sindikata "Crveni zmaj", u koji je spadao i Vicious. Ranjen nakon jednog okršaja u predgrađu Marsa, Spike je doteturao do Julijinog doma, koja je tada bila Viciousova cura. Ona ga je njegovala te su se njih dvoje zaljubili i odlučili napustiti sindikat. Spike je skovao plan kako će to izvesti: lažirao je vlastitu smrt u fingiranom dvoboju, zbog čega je sindikat zaboravio na njega. Međutim, iako je čekao na Juliju kako bi zajedno pobjegli i bili slobodni, ona se nikada nije pojavila. U zadnjoj epizodi, Spike i Julia se ponovno sreću, no ona biva ranjena od ljudi sindikata te pogiba. Spike se oprašta od ekipe "Bebopa" te upada u sjedište sindikata "Crvenog zmaja" gdje i sam nastrada u žestokom okršaju, ubivši pritom Viciousa.

## Glasovi
- Koichi Yamadera - Spike Spiegel
- Unsho Ishizuka - Jet Black
- Megumi Hayashibara - Faye Valentine
- Aoi Tada - Edward Wong Hau Pepelu Tivrusky IV
- Gara Takashima - Julia

## Produkcija
Cowboy Bebop je tzv. "svemirski vestern", ali također uključuje utjecaje film noira, kriminalistike i misterije. Glazba Yoko Kanno je sinteza jazza i rock 'n rolla. Redatelj Watanabe je izjavio da crpio nadahnuće za ovaj anime iz filmova Prljavi Harry i U zmajevom gnijezdu. Zbog mračnog i nasilnog sadržaja, samo je 12 od ukupno 26 epizoda emitirano na mjesnoj televiziji u Japanu.
U jednom intervjuu, Watanabe je ovako opisao veliki uspjeh Cowboyja Bebopa, ne samo u Japanu nego i diljem svijeta:

## Nagrade
- Osvojena nagrada u TV kategoriji na 3. Kobe Animation Festival.
- Osvojena nagrada na 2000 Uchusen SF Awards (Japanese Nebula).

## Popis epizoda
- 1 Asteroid Blues
- 2 Stray Dog Strut
- 3 Honky Tonk Women
- 4 Gateway Shuffle
- 5 Ballad of Fallen Angels
- 6 Sympathy for the Devil
- 7 Heavy Metal Queen
- 8 Waltz for Venus
- 9 Jamming With Edward
- 10 Ganymede Elegy
- 11 Toys in the Attic
- 12 Jupiter Jazz (1. dio )
- 13 Jupiter Jazz (2. dio )
- 14 Bohemian Rapshody
- 15 My Funny Valentine
- 16 None Black Dog Seranade
- 17 None Mushroom Samba
- 18 Speak Like a Child
- 19 Wild Horses
- 20 Pierot Le Fou
- 21 Boogie Woogie Feng Shui
- 22 Cowboy Funk
- 23 Brain Scratch
- 24 Hard Luck Women
- 25 The Real Folk Blues (1. dio )
- 26 The Real Folk Blues (2. dio )

## Kritike
| „               | Da budem iskren, ne mogu zamisliti nijednog anime ljubitelja koji ne bi mogao naći barem nešto u čemu bi uživao u Cowboyu Bebopu. Izvrsno spajanje žanrova i stilova je to što čini ovu seriju tako posebnom. | ” |
| — Pete Harcoff, | |   |

| „       | Ova serija me odmah uvukla u svoj svijet sa svojim izvrsnim likovima i odličnom pričom. Ideja o lovcima na glave je već obrađena puno puta, ali nikada na ovakav način. Glazba je zgodan spoj jazza i bluesa koji savršeno odgovara mentalitetu serije...U cjelini, ovo je najpotpunija serija koju sam ikada vidio. | ” |
| — Mugs, | |   |

| „                      | Cowboy Bebop je često opisan kao novi anime film noir, naslov koji odgovara, ali to ni ne počinje potpuno ga opisivati. U jednakoj mjeri film noir, špageti vestern, policijski show iz 70-ih, "Cowboy Bebop" je istodobno retro i svjež. Vrlo stilizirana, lijepo napravljena serija koja zaslužuje puno više pažnje nego što dobiva...Priča i karakterizacija u "Cowboyju Bebopu" imaju sofisticiranost i suptilnost koja je praktički jedinstvena. Teško je pronaći filmove ovoliko intrigantne, a kamoli animirane TV serije. "Cowboy Bebop" jednostavno zasjenjuje većinu animea - i Hollywoodskih filmova. | ” |
| — Christina Carpenter, | |   |

## Vanjske poveznice
- Cowboy Bebop u internetskoj bazi filmova IMDb-a
- Cowboy Bebop na Anime News Network
- CowboyBebop Anime  Arhivirana inačica izvorne stranice od 1. travnja 2009. (Wayback Machine)